# Subtu
Arthur Moriyama, mais conhecido como Subtu (São Paulo) é um grafiteiro e muralista brasileiro. Ele especializou-se em arte urbana, e além do grafite produz obras em outros estilos, como mosaicos.

## Obra

### Yoko
O macaco japonês Yoko é o seu principal personagem. De acordo com Subtu, ele é um macaco urbano, que representa o ser humano em seu estado mais primitivo. Sua primeira aparição nas ruas foi em 2009. Além de São Paulo, Yoko já foi retratado em cidades como Paris, Amsterdão, Bruxelas, Porto, Lisboa, Buenos Aires, Bangkok e Havana.
Em 2019, retratou Yoko em um prédio na Ocupação Ipiranga com a frase “vá em busca do conhecimento”. Em 2022, Yoko foi representado em mural entitulado "SP Selva de Pedra", no Brás. O mural faz parte do Museu de Arte de Rua.

### Revivarte
Subtu foi um dos criadores da ONG Revivarte.
Em 2013, ele participou da revitalização do Conjunto Residencial Parque do Gato, no bairro do Bom Retiro, financiado pelo Programa VAI da prefeitura de São Paulo. O programa resultou em 15 painéis e foram realizados diversos workshops na comunidade.
Em 2015, participou de projeto que criou oito murais em empenas na Água Branca, bairro da Barra Funda. As empenas foram criadas por artistas diferentes e selecionadas pelos próprios moradores.

### Amor de Mãe
Obra criada em 2013, que estava localizada em um túnel da Paulista. Foi resgatada em 2020 pelo Fest.AR, o primeiro festival de arte de realidade aumentada da América Latina.

### A Luta
Grafite de Subtu que foi exposto na 21ª edição do Salão de Arte de São Paulo, em 2014.

### Operários de Brumadinho
Em 2020, Subtu cooperou no mural idealizado por Mundano, "Operários de Brumadinho". A obra é uma releitura de "Operários" de Tarsila do Amaral, e é um manifesto-homenagem às vítimas do rompimento da barragem da Mina do Córrego do Feijão, em Brumadinho. A obra foi feita com tinta fabricada da lama tóxica expelida pela barragem. Ela foi feita em uma das laterais do Minerasil, nas proximidades do Mercado Municipal, no bairro da Santa Ifigênia, São Paulo.

### Brigadista da Floresta
Em 2021, Subtu cooperou no mural idealizado por Mundano, o "Brigadista da Floresta". A obra é uma releitura do  "O Lavrador de Café", de Candido Portinari, e retrata um brigadista trabalhando durante um dos incêndios que ocorreram no governo Bolsonaro. A obra inspirou-se especificamente no incêndio ocorrido na Chapada dos Veadeiros. Ela foi feita em São Paulo com as cinzas recolhidas da floresta amazônica, pantanal, cerrado e da mata atlântica. O recolhimento das cinzas contou com o auxílio de satélites do Inpe.

### Graffiti#PraCegoVer
Em 2023, Subtu criou o primeiro grafite em braile do mundo, como parte do projeto #PraCegoVer. O grafite está no Beco do Batman. Diferente de obras de Roy Nachum e The Blind, que trazem apenas a descrição em braile, o mural inteiro foi feito em relevo. As obras são um conjunto de três murais que funcionam como uma história em quadrinhos protagonizada por Yoko.